# Österreichisches Eisenbahnmuseum
Das Österreichische Eisenbahnmuseum (ÖEM) war bis zur Verlagerung der Zuständigkeit von den Österreichischen Bundesbahnen (ÖBB) zum Bundesministerium für Unterricht und Kunst ein eigener Rechtskörper, der für die Verwaltung der staatlichen Eisenbahnsammlung zuständig war. Es war aus dem Historischen Museum der Österreichischen Eisenbahnen hervorgegangen, das auf Anregung des Ministerialrates im Eisenbahnministerium Victor von Röll im Jahr 1885 entstanden war. Als Teil der Gesamtsammlung des Technischen Museums wurde der Name bis zur vorübergehenden Schließung des Technischen Museums (Renovierung und Umbau 1992–1999) weitergeführt. Seither wird die Bezeichnung nicht mehr verwendet.
Heute ist das Bundesministerium für Bildung, Wissenschaft und Forschung für alle staatlichen Sammlungen zuständig.

## Standort
Ein eigenes Museum für die gesamte Eisenbahnsammlung hat es in der über 100-jährigen Geschichte nie gegeben. Schon in der Zeit, als das Museum vom Direktionsgebäude beim Westbahnhof in den Neubau des Technischen Museums umzog, waren aus Platzgründen Fahrzeuge an anderen Standorten untergebracht. Im Laufe der Zeit wurden von den ÖBB weitere Fahrzeuge in die Sammlung aufgenommen, ein Konzept für eine gute Unterbringung entstand jedoch nie.
Im Jahr 2004 wurde die staatliche Eisenbahnfahrzeugsammlung aufgeteilt. Mit einem Überlassungsvertrag, einem Vertrag den jedes Bundesmuseum als Leihnehmer der Objekte der Republik besitzt, wurden von den insgesamt 146 Fahrzeugen 84 an die ÖBB Holding AG verliehen. Die restlichen werden weiterhin vom Technischen Museum betreut.
Somit ist die Sammlung über viele Museen und Standorte verteilt, die teilweise schon seit Jahrzehnten etabliert sind. Der von den ÖBB verwaltete Teil befindet sich im Eisenbahnmuseum Strasshof, die anderen Exponate im Technischen Museum, im Eisenbahnmuseum Schwechat, im SKGLB Museum Mondsee, im ÖGEG – Lokpark Ampflwang, im Südbahnmuseum Mürzzuschlag, im Verkehrsmuseum Remise, im Feld- und Industriebahnmuseum Freiland, beim Club 760, bei der ÖGLB in Kienberg-Gaming und bei der Schafbergbahn.

## Galerie

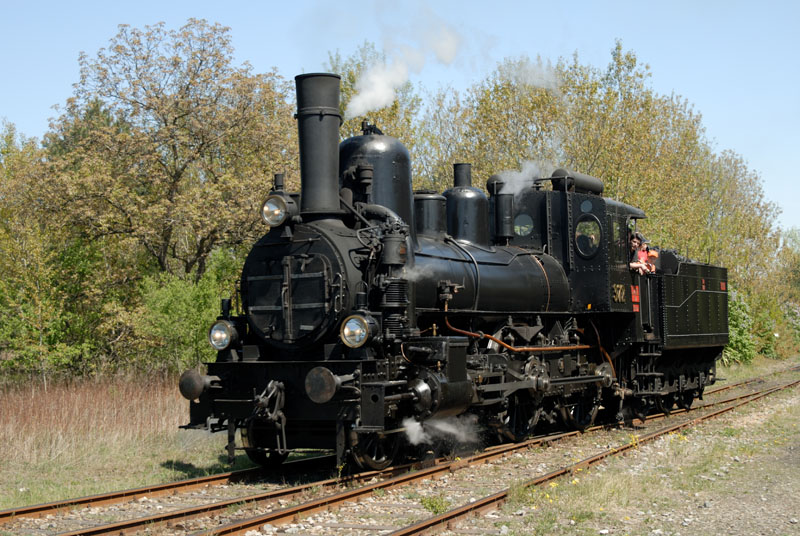
17c372
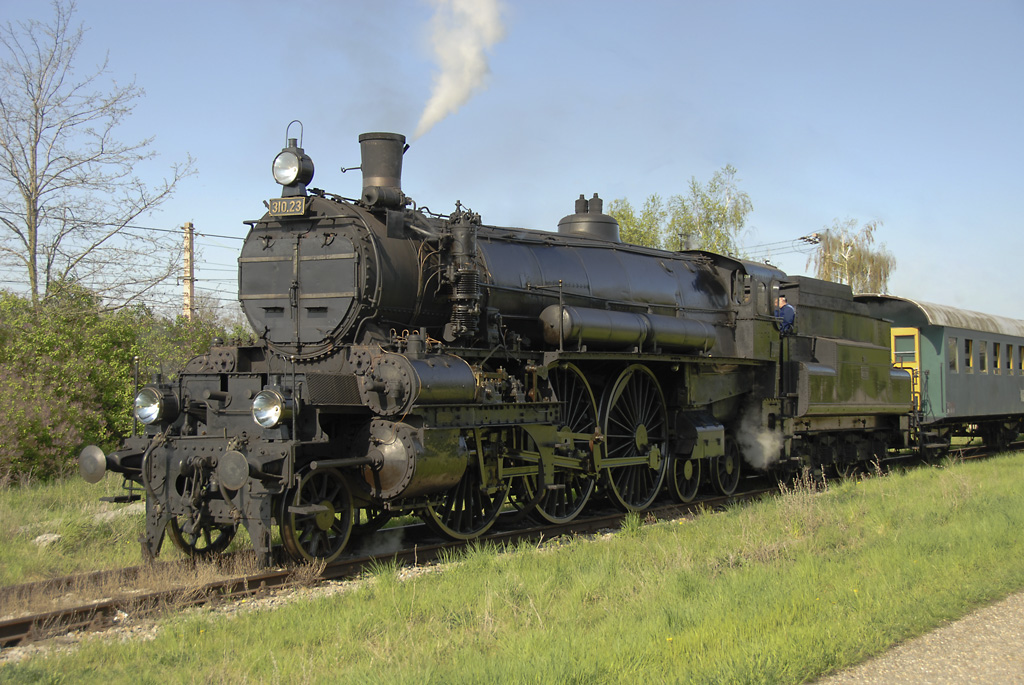
310.23
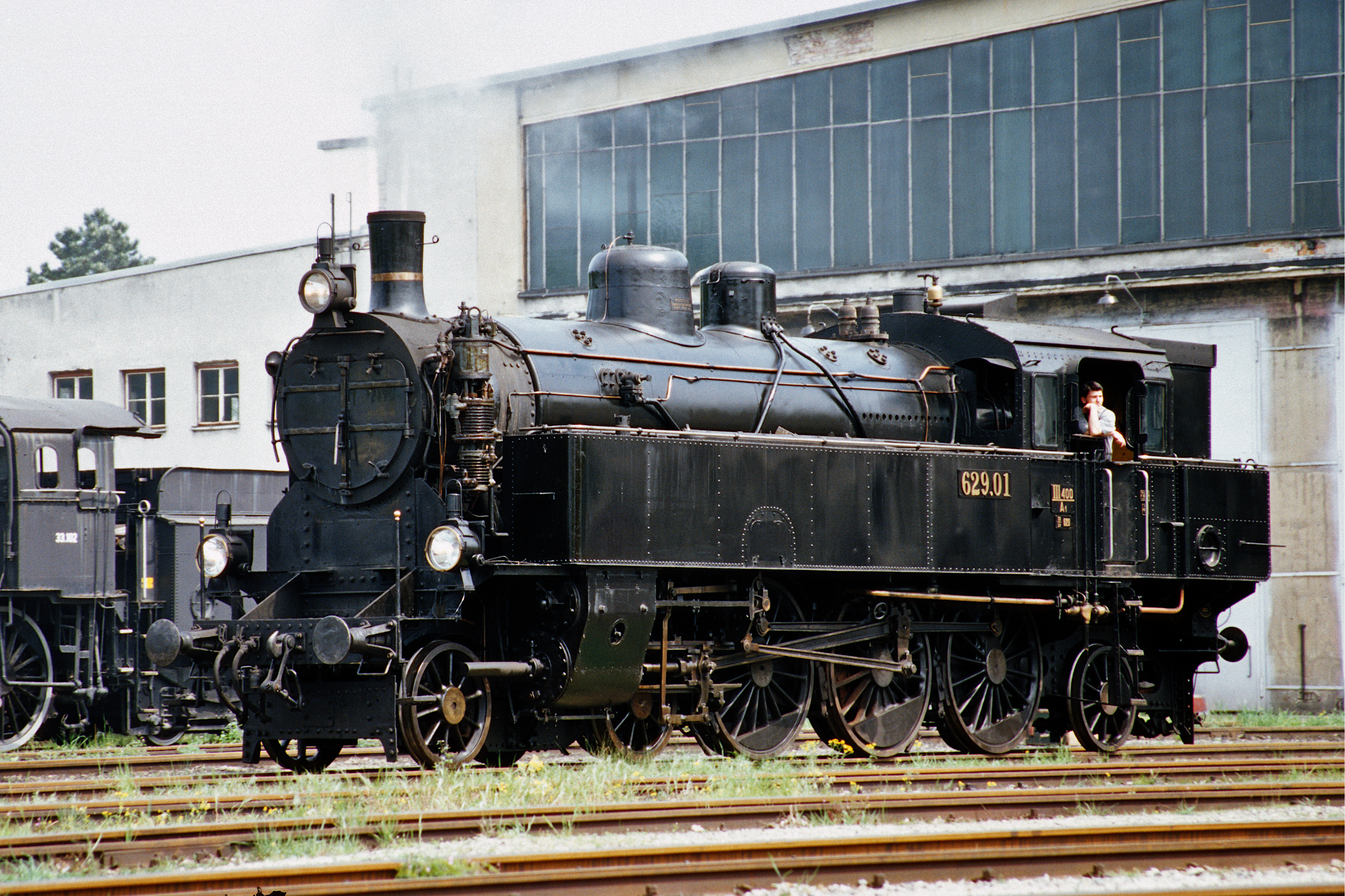
629.01
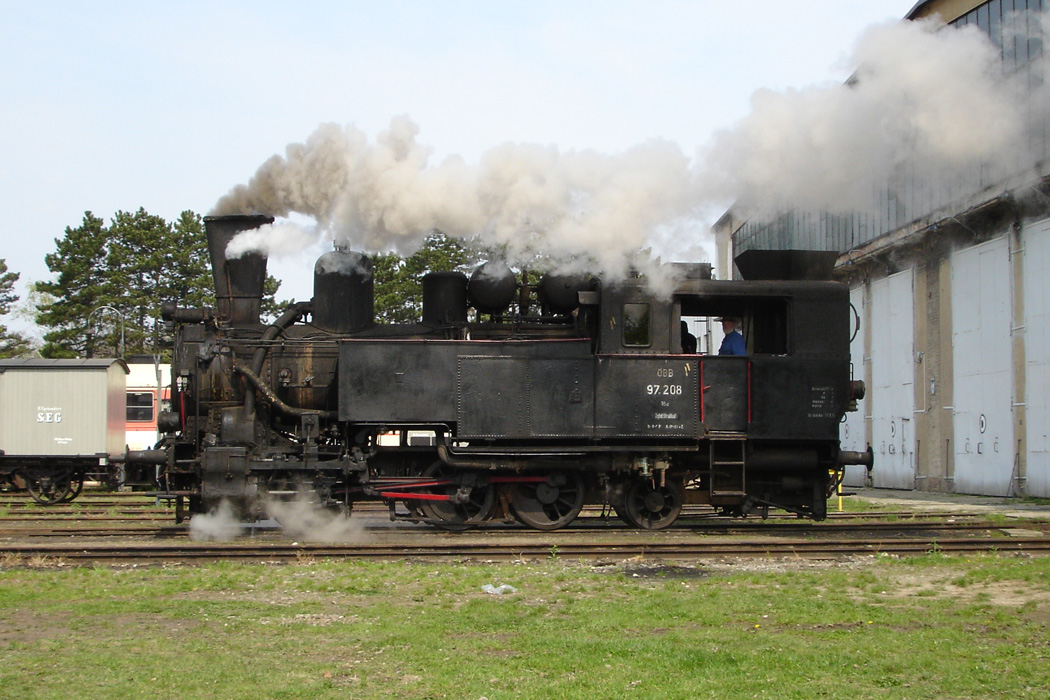
97.208
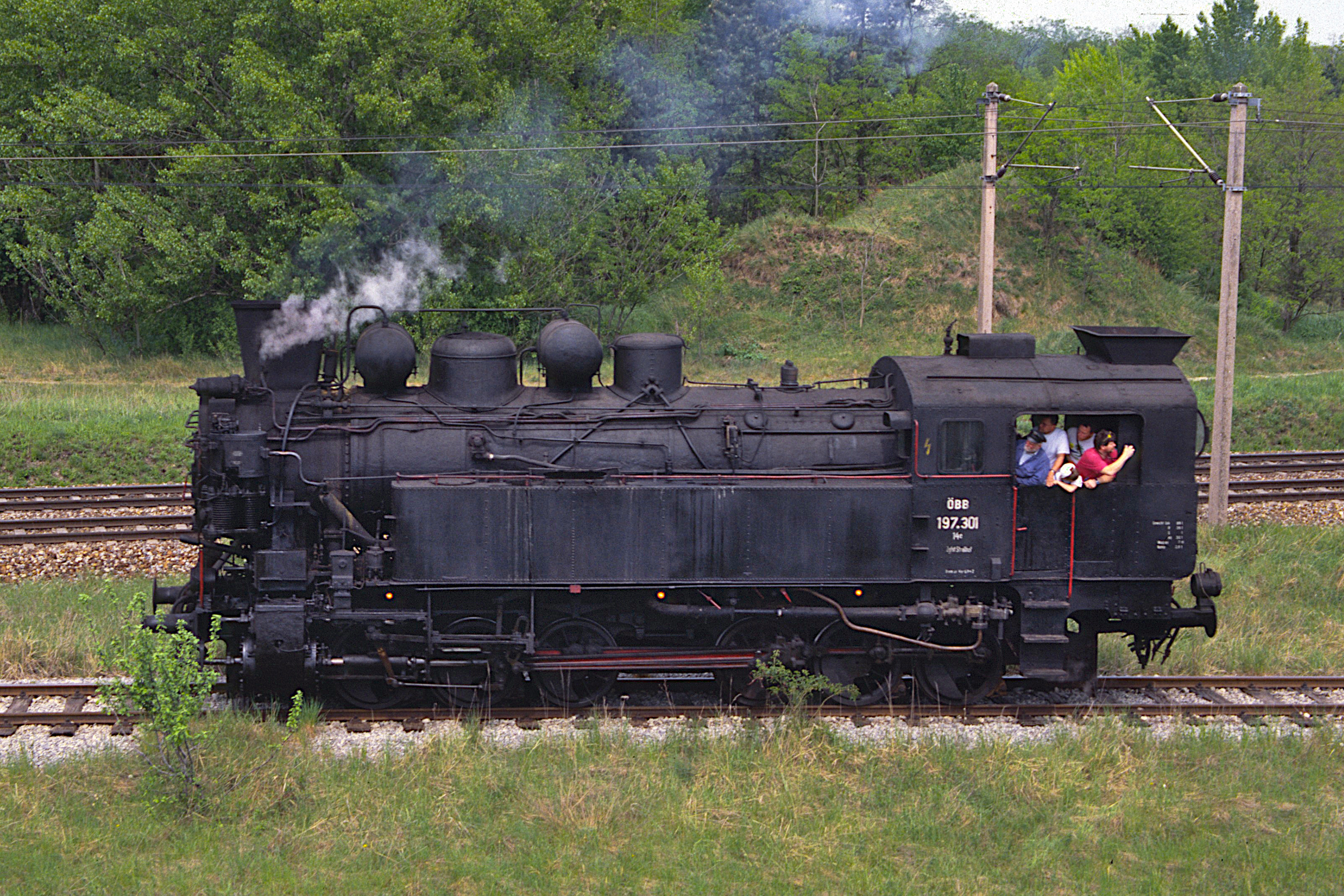
197.301
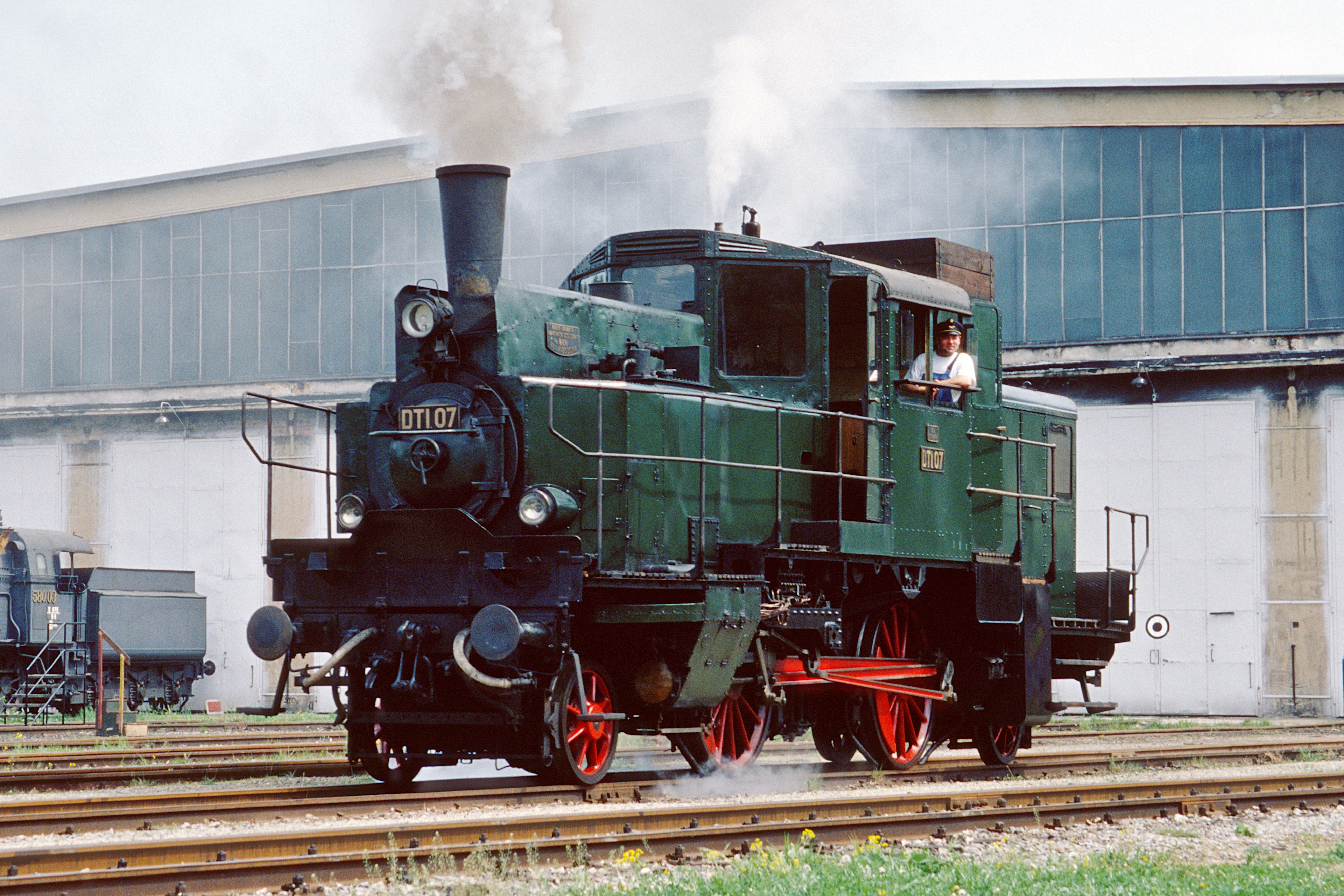
DT1.07
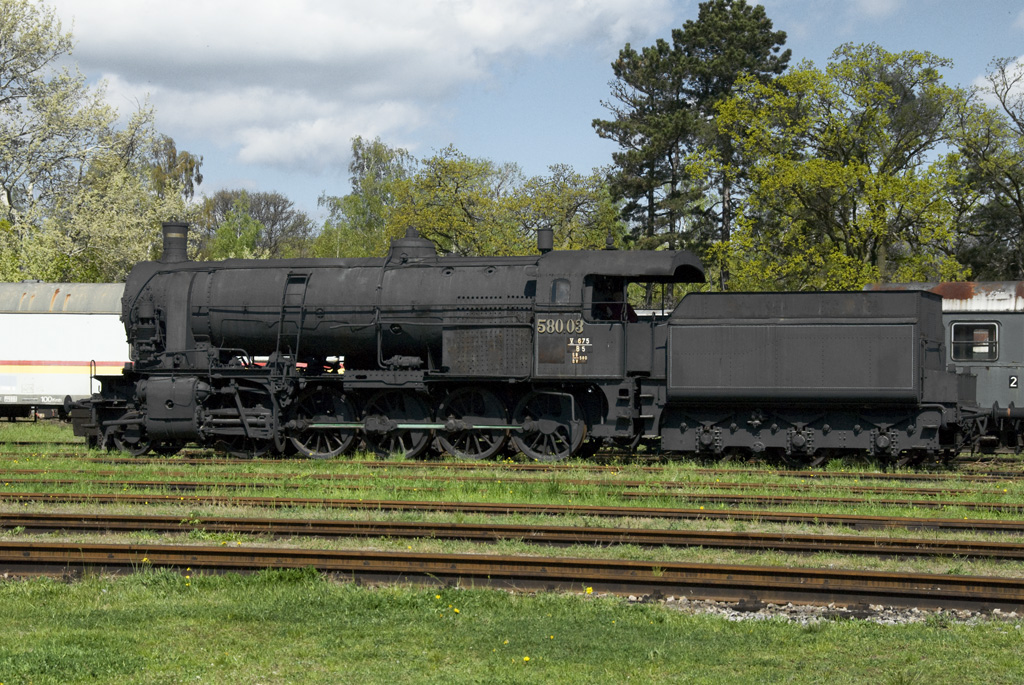
580.03

## Sammlung

### Dampftraktion
| Reihe/Nummer  | Typ                          | Baujahr |
| ------------- | ---------------------------- | ------- |
| Ajax          | Schlepptenderlok             | 1841    |
| Steinbrück    | Schlepptenderlok             | 1848    |
| Licaon        | Tenderlok                    | 1851    |
| Gmunden       | Schlepptenderlok             | 1854    |
| Fusch         | Güterzug-Schlepptenderlok    | 1868    |
| Südbahn 852   | Güterzug-Schlepptenderlok    | 1869    |
| Ilse          | Tenderlok                    | 1882    |
| 1.20          | Schlepptenderlok             | 1883    |
| Gaisberg 1    | Zahnraddampflok              | 1886    |
| 55.5708       | Güterzug-Schlepptenderlok    | 1887    |
| 97.201        | Zahnradbahn-Dampflok         | 1890    |
| 17c 372       | Schnellzugdampflok           | 1891    |
| 97.208        | Zahnradbahn-Dampflok         | 1892    |
| 97.73         | Tenderdampflok               | 1894    |
| 32c 1665      | Güterzug-Schlepptenderlok    | 1895    |
| 30.33         | Stadtbahnlokomotive          | 1897    |
| GKB 1851      | Tenderlokomotive             | 1898    |
| 69.02         | Schnellzug-Tenderlokomotive  | 1898    |
| 180.01        | Schlepptenderlok             | 1900    |
| 976 0 200     | Schneepflug der ÖBB          | 1901    |
| 88.01         | Tenderlokomotive             | 1906    |
| 15.13         | Schnellzugdampflok           | 1910    |
| 310.23        | Schnellzugdampflok           | 1911    |
| 109.13        | Schnellzugdampflok           | 1912    |
| 197.301       | Zahnradbahn-Dampflok         | 1912    |
| 580.03        | Gebirgs-Schnellzuglok        | 1912    |
| 629.01        | Personenzug-Tenderlok        | 1913    |
| 178.84        | Nebenbahn-Tenderlok          | 1914    |
| 57.223        | Güterzug-Schlepptenderlok    | 1916    |
| 35.233        | Personenzug-Schlepptenderlok | 1916    |
| 229.222       | Personenzug-Tenderlokomotive | 1918    |
| 156.3423      | Heißdampf-Schlepptenderlok   | 1920    |
| 257.01        | Güterzug-Schlepptenderlok    | 1921    |
| ÖZI 'Johanna' | Tenderlokomotive             | 1923    |
| 58.744        | Güterzug-Schlepptenderlok    | 1923    |
| 33.102        | Schnellzugdampflok           | 1923    |
| 93.1403       | Tenderlokomotive             | 1928    |
| DT1.07        | Triebwagen                   | 1935    |
| 12.10         | Schnellzugdampflok           | 1936    |
| 297.401       | Zahnradbahn-Dampflok         | 1942    |
| 52.7594       | „Kriegslokomotive“           | 1944    |
| 42.2708       | Güterzugdampflok             | 1946    |